# 800 mètres masculin aux Jeux olympiques de 1904 (athlétisme)
Pour un article plus général, voir Athlétisme aux Jeux olympiques de 1904.
Navigation
Paris 1900 Londres 1908
L'épreuve du 800 mètres masculin aux Jeux olympiques de 1904 s'est déroulée le 1er septembre 1904 au Francis Field à Saint-Louis aux États-Unis. Elle est remportée par l'Américain Jim Lightbody.

## Résultats

### Finale
| Rang               | Athlète             | Pays       | Temps        | Notes              |
| ------------------ | ------------------- | ---------- | ------------ | ------------------ |
| Médaille d'or      | Jim Lightbody       | États-Unis | 1 min 56 s 0 | OR                 |
| Médaille d'argent  | Howard Valentine    | États-Unis | 1 min 56 s 3 |                    |
| Médaille de bronze | Emil Breitkreutz    | États-Unis | 1 min 56 s 4 |                    |
| 4                  | George Underwood    | États-Unis | 1 min 56 s 5 | Temps approximatif |
| 5                  | Johannes Runge (en) | Allemagne  | 1 min 57 s 1 | Temps approximatif |
| 6                  | William Verner      | États-Unis | Inconnu      |                    |
| 7–13               | George Bonhag       | États-Unis | Inconnu      |                    |
| 7–13               | Harvey Cohn         | États-Unis | Inconnu      |                    |
| 7–13               | Peter Deer (en)     | Canada     | Inconnu      |                    |
| 7–13               | Lacey Hearn         | États-Unis | Inconnu      |                    |
| 7–13               | John J. Joyce (en)  | États-Unis | Inconnu      |                    |
| 7–13               | James Peck (en)     | Canada     | Inconnu      |                    |
| 7–13               | Paul Pilgrim        | États-Unis | Inconnu      |                    |